# 長連頼
長 連頼（ちょう つらより）は、江戸時代初期の加賀藩家老。長連龍の次男。長氏23代当主。兄に長好連。室は香集院（不破光政娘）。子に長元連。

## 経歴

### 家督相続
慶長9年（1604年）、前田家の家臣・長連龍の次男として誕生する。母は朝倉義景家臣・窪田将監の娘。
元和5年（1619年）に父が死去し、すでに兄も死去していたため、家督と能登鹿島半郡ほか加賀国・能登国内3万3千石を継ぐ。鹿島半郡は、織田信長から父の連龍が受領した地で、前田氏の家臣となってからも、本来なら他の家臣が分散して知行地を持っているのとは別格に、金沢のほかにも知行地の鹿島郡田鶴浜にも本拠を持っており、藩主もこれに手をつけることができなかった。

### 鹿島半郡の検地騒動
そんな中、在地の家臣の浦野孫右衛門信里と金沢の家臣の加藤采女の対立があり、浦野が新田開発をしそれを私有しているという噂が流れた。そこで寛文5年（1665年）2月に新田の検地を実施しようとしたが、これを加藤采女派の策謀と思った浦野派は、同年3月27日、検地反対の旨の書面「検地御詫」を連頼の子の元連を仲介して提出した。9月には検地が一部行われたが、浦野は元連と連携し、十村頭の園田道閑ら有力農民を扇動して検地の阻止に出て、検地をすることができなくなった。
これを重く見た連頼は、単独での処理はできないと判断し、寛文7年（1667年）2月15日、本多政長、横山忠次、前田対馬、奥村因幡、今枝民部ら藩の重臣を通じて、浦野派の罪状を書いた覚書を加賀藩に提出した。藩主・前田綱紀は、鹿島半郡を直接統治する機会と考えて介入し、浦野孫右衛門、兵庫父子ら一派を逮捕した。このことを幕府の保科正之（綱紀の舅）に相談し、寛文7年（1667年）に浦野父子ら一派の首謀者は切腹、切腹した者の男子は幼児であっても死刑に処された。協力した有力農民も一味徒党として捕らえられ、園田は磔、3人の子は斬首刑となるなど、軒並み死刑となった。
事件は長家の家中取り締まり不行き届となり、罪は子の元連にも及び、剃髪のうえ蟄居となり、その子の千松（のちの長尚連）が後継者となるが、検地の場合は藩の命令に従うこと、諸役人の任免は藩の承認を得ることなどの条件がつけられた。この事件を浦野事件（浦野騒動）という。

### その後
寛文11年（1671年）に死去し、田鶴浜の東嶺寺に葬られた。享年68（満66歳没）。戒名は乾徳院鉄山良剛老居士。
なお、孫の尚連（10歳）が当主になると、前田綱紀は鹿島半郡を取り上げ、代わりに石高に見合う米を給することになった。これにより、長家の特権が完全に潰えた。その後、長家は高連（尚連の養子）、善連、連起、連愛、連弘（本多政礼次男）と3万余石の家老のまま、幕末に続いている。